# Erckmann-Chatrian
Erckmann-Chatrian a fost numele folosit de autorii francezi Émile Erckmann (1822-1899) și Alexandre Chatrian (1826-1890), aproape toate lucrările ale acestora au fost scrise împreună.

## Istorie
Atât Erckmann, cât și Chatrian s-au născut în departamentul Meurthe (acum Mosela), în regiunea Lorena din nord-estul extrem al Franței. S-au specializat în ficțiune militară și povestiri cu fantome într-un mediu rustic. Prieteni de-a lungul vieții, s-au întâlnit pentru prima dată în primăvara anului 1847, s-au certat la mijlocul anilor 1880, după care nu au mai scris nimic împreună. În 1890 Chatrian a murit, iar Erckmann a mai scris câteva piese folosind numele său. 
Multe dintre lucrările lui Erckmann-Chatrian au fost traduse în engleză de Adrian Ross. 
Povestirile de groază supranaturală ale duo-ului cunoscute în engleză includ „The Huntsman Wild” (tr. 1871), „The Man-Wolf” (tr. 1876)  și „The Crab Spider”. Aceste povestiri au primit laude de la renumitul scriitor englez de povestiri cu fantome, M. R. James, precum și de HP Lovecraft. 
Erckmann-Chatrian au scris numeroase romane istorice, dintre care unele au atacat cel de- al doilea imperiu francez în termeni antimonarhici. Parțial ca rezultat al republicanismului lor, ei au fost lăudați de Victor Hugo și de Émile Zola și au fost atacați cu înverșunare în paginile publicației Le Figaro. Câștigând popularitate din 1859 pentru sentimentele lor naționaliste, antimilitariste și anti-germane, au fost autori bine vânduți, dar au avut probleme cu cenzura politică de-a lungul carierei lor. În general, romanele au fost scrise de Erckmann, iar piesele de teatru în mare parte de Chatrian. 
Un festival în onoarea lor are loc în fiecare vară în orașul de naștere al lui Erckmann, Phalsbourg (în germană Pfalzburg), care conține și un muzeu militar care prezintă ediții ale lucrărilor lor.

## Lucrări

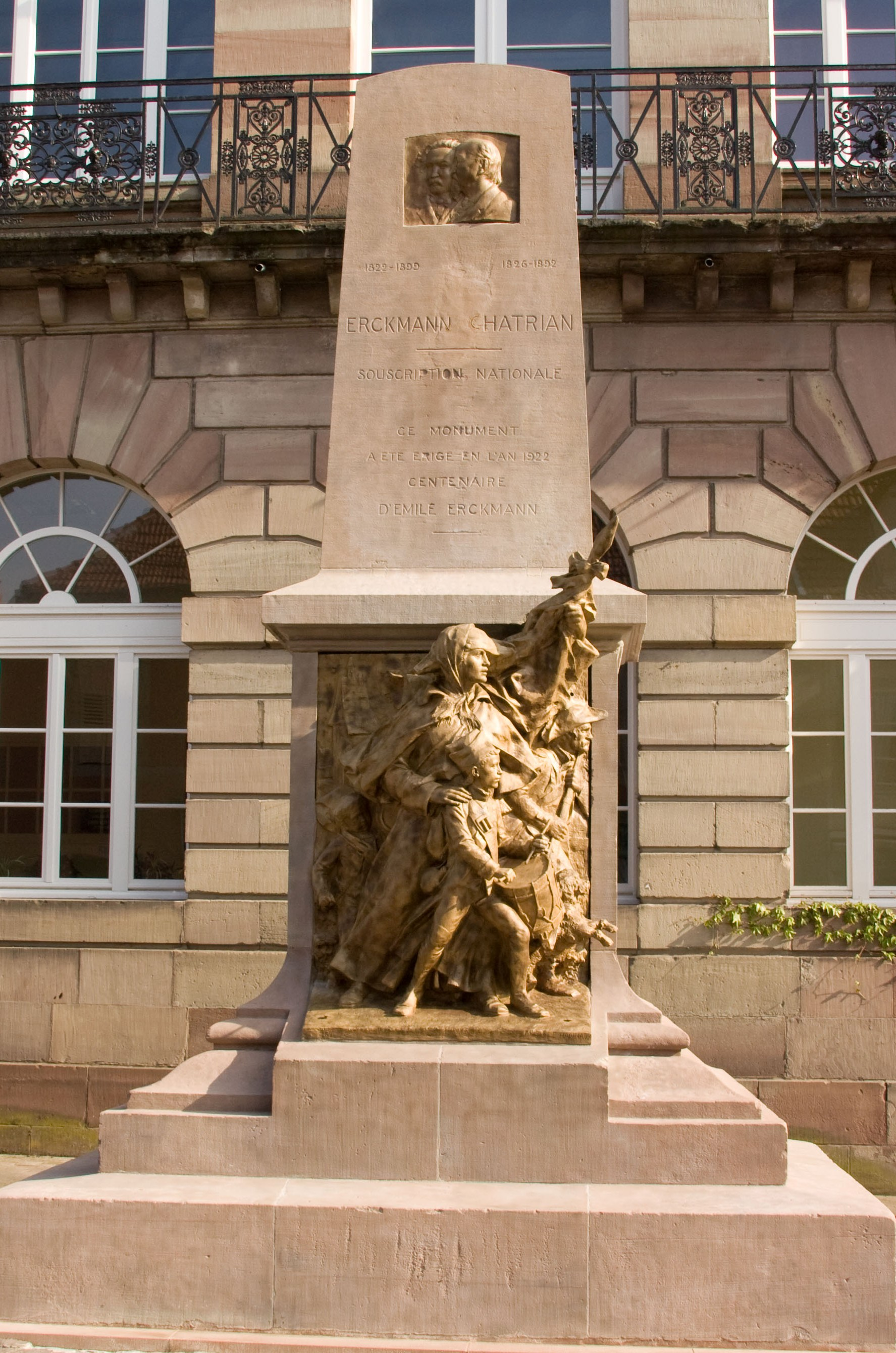
Monumentul Erckmann-Chatrian din Phalsbourg, Moselle

### Primele lucrări
Multe din aceste lucrări nu au fost publicate până în anii 1860.
- Malédiction; Vin rouge et vin blanc (1849)
- L’Alsace en 1814, teatru (1850)
- Science et génie, poveste fantastică (1850)
- Schinderhannes ou les Brigands des Vosges (1852)
- Le Bourgmestre en bouteille (by Erckmann, 1856)
- L’Illustre Docteur Mathéus (1856)
- Contes fantastiques: Le Requiem du corbeau, Rembrandt et L’Œil invisible (1857)
- Gretchen et La Pie (1858)

### Din 1859
- Les Lunettes de Hans Schnaps (1859)
- Le Rêve du cousin Elof (1859)
- La Montre du doyen (1859)
- Hans Storkus (1859)
- Les Trois âmes (1859)
- Hugues-le-loup (1859) –  poveste notabilă de licantropie tradusă în engleză ca "The Man-Wolf" (1876)
- Contes de la montagne; Contes fantastiques (1860)
- Maître Daniel Rock (1861)
- Le Fou Yégof (1861)
- L’Invasion ou le Fou Yégof (1862)
- Les Contes du bord du Rhin (1862)
- Confidences d’un joueur de clarinette (1862)
- Madame Thérèse (1863)
- La Taverne du jambon de Mayence (1863)
- Confidences d’un joueur de clarinette (1863)
- Les Amoureux de Catherine (1863)
- Histoire d’un conscrit de 1813 (1864)
  - Istoria unui recrut din 1813, traducere Theodosia Ioachimescu
- L’Ami Fritz (1864)
- Waterloo (continuare a Conscrit de 1813, 1865)
- Histoire d’un homme du peuple (1865)
- La Maison forestière (1866)
- La Guerre (1866)
- Le Blocus (1866)
- Contes et romans populaires (1867)
- Le Juif polonais,  play (1867)
- Histoire d’un paysan (1867)

### După războiul franco-prusac
- Histoire du plébiscite racontée par un des 7 500 000 oui, eseu (1871)
- Lettre d’un électeur à son député, pamflet împotriva reacționarilor (1871)
- Les Deux Frères (1871)
- Histoire d’un sous-maître (1871)
- Une campagne en Kabylie (1873)
- Les Années de collège de Maître Nablot (1874)
- Le Brigadier Frédéric, histoire d’un Français chassé par les Allemands (1874)
- Maître Gaspard Fix, histoire d’un conservateur (1875)
- L’Education d’un féodal (1875)
- L’Intérêt des paysans, lettre d’un cultivateur aux paysans de France, eseu (1876)
- Contes et romans alsaciens (1876)
- Souvenirs d’un ancien chef de chantier à l’isthme de Suez (1876)
- Les Amoureux de Catherine și L’Ami Fritz, plays (adapted by Chatrian, 1877)
- Contes vosgiens (1877)
- Alsace ou les fiancés d’Alsace, teatru (adaptare de Chatrian a Histoire du plébiscite, 1880)
- Le Grand-père Lebigre (1880)
- Les Vieux de la vieille (1880)
- Quelques mots sur l’esprit humain, résumé de la philosophie d’Erckmann, eseu (1880)
- Le Banni (sequel al Le Brigadier Frédéric, 1881)
- La Taverne des Trabans, play (adaptare a La Taverne du jambon de Mayence, 1881)
- Les Rantzau, teatru (adaptare a Deux Frères, 1882)
- Madame Thérèse, teatru (adaptare de  Chatrian, 1882)
- Le Banni (1882)
- Le Fou Chopine, teatru (adaptare a Gretchen, 1883)
- Époques mémorables de l’Histoire de France: avant ’89 (1884)
- Myrtille, teatru (1885)
- L’Art et les grands idéalistes, eseu (1885)
- Pour les enfants, eseu (publicat în 1888)

### Traduceri în engleză
- The Man-Wolf and Other Tales (1876, rpt 1976)
- Strange Stories (1880)
- Best Tales of Terror (1980) editor Hugh Lamb

## Vezi și
- Listă de scriitori francezi de literatură fantastică